# Universität Airlangga
Die Universität Airlangga (indonesisch: Universitas Airlangga, abgekürzt Unair) ist eine staatliche Universität in Surabaya.
Diese wurde 1954 mit fünf Fakultäten begründet, zuvor war sie Teil der Universität Indonesia. Bis 1998 gab es elf Fakultäten. Ihr Namensgeber ist König Airlangga. Die Unair ist ein Mitglied der ASEAN-Universitäts-Netzwerk. Basierend auf dem Ranking des QS World University Ranking 2024 liegt die Airlangga University auf Platz vier der besten Universität Indonesiens.

## Geschichte
Die Gründung der Airlangga University hat eine ziemlich lange Geschichte. Bevor Unair am 9. und 11. Oktober 1847 offiziell gegründet wurde, wurde der niederländischen Kolonialregierung ein Vorschlag vorgelegt, talentierte javanische Jugendliche zu Experten für Gesundheitspraktiken auszubilden. Am 2. Januar 1849 wurde durch Regierungserlass Nr. 22, NIAS (Nederlandsch Indische Artsen School) wurde als Ort für medizinische Ausbildung in Surabaya gegründet. Seit 1913 findet die medizinische Ausbildung in Surabaya in der Jalan Kedungdoro 38 Surabaya statt. Im Jahr 1923 wurde das NIAS-Gebäude von der Jalan Kedungdoro dorthin verlegt, wo sich die Unair Medical Faculty in der Jalan Mayjen befand. Moestopo, Surabaya.
Dann Lonkhuizen, der damalige Leiter des Gesundheitswesens, unterbreitete einen Vorschlag zur Gründung einer Zahnmedizinschule in Surabaya, der von Juli 1928 bis 1945 in Angriff genommen wurde. Er erhielt die Genehmigung von Van Zaben, Direktor NIAS. Als Nächstes ist die Schule besser bekannt als STOVIT (School tot Opleiding van Indische Tandarsten). Damals gelang es STOVIT, 21 Studenten zusammenzubringen. Im Laufe der Zeit änderte STOVIT seinen Namen in Ika Daigaku Shika (Schule für Medizin und Zahnmedizin) mit Takeda war der erste Direktor und diente zwischen 1942 und 1945.
Zwei Jahre später übernahm die niederländische Regierung den Namen und änderte ihn in Tandheelkunding Instituut. Im Jahr 1948 änderte diese Schule ihren Status in Universiteit Tandheelkunding Instituut (UTI). Unter der Aufsicht der Vereinigten Republik Indonesien (RIS) änderte UTI während der vierjährigen Studienzeit unter der Leitung von erneut seinen Namen in Institute of Dental Sciences (LIKG). M. Knap und M. Soetojo. Im Jahr 1948 war die Airlangga-Universität eine Zweigstelle der Universität Indonesien, die über zwei Fakultäten verfügte, nämlich die Fakultät für Medizin und die Fakultät für Zahnmedizin.
Die Airlangga-Universität wurde 1954 auf der Grundlage der Regierungsverordnung Nr. 1 offiziell gegründet. 57/1954 und am 10. November 1954 vom Präsidenten der Republik Indonesien eingeweiht, zeitgleich mit der neunten Feier des Heldentags. Im selben Jahr wurde die Fakultät für Rechtswissenschaften gegründet, die zuvor eine Zweigstelle der Fakultät für Recht, Wirtschaft und Sozialpolitik der Gadjah-Mada-Universität in Yogyakarta war.
Bei ihrer Eröffnung bestand die Airlangga University aus fünf Fakultäten, nämlich:
1. Medizinische Fakultät, die ursprünglich eine Zweigstelle der Universität Indonesien war;
2. Fakultät für Zahnmedizin, die ursprünglich eine Zweigstelle der Universität Indonesien war;
3. Juristische Fakultät, die ursprünglich eine Zweigstelle der Gadjah-Mada-Universität war;
4. Fakultät für Literatur mit Sitz in Denpasar, die sich 1962 von der Airlangga-Universität trennte und Teil der Udayana-Universität wurde;
5. Die Fakultät für Lehrerausbildung und -ausbildung hat ihren Sitz in Malang und trennte sich 1963 von der Airlangga-Universität, um zum Malang State Institute of Teacher Training and Education (IKIP) zu werden, das nun in Malang State University (UM) geändert wurde.

## Name und Symbol
Der Name „Airlangga“ leitet sich vom Namen des Königs ab, der Ost-Java von 1019 bis 1042 regierte, nämlich Rake Halu Sri Lokeswara Dharmawangsa Airlangga Anantawikramattungadewa oder bekannt als Prabu Airlangga.
Das Symbol der Airlangga-Universität ist „Garuda Mukti“, wobei der Reiter Batara Vishnu einen Krug mit „Amerta“-Wasser trägt, nämlich dem Wasser des ewigen Lebens. Dieses Symbol symbolisiert die Airlangga University als ewige Quelle des Wissens.
Der Name und das Symbol der Airlangga-Universität sind in einer etwa drei Meter hohen Statue von König Airlangga verkörpert, die vor dem Campus A der Airlangga-Universität steht. Die Statue wurde 1954 von Hendra Gunawan geschaffen, einem Bildhauer aus Pelukis Rakjat, der später Teil des Rakjat Culture Institute (Lekra) wurde. Die Arbeiten an der Statue wurden von Hendra zusammen mit fünf Mitgliedern der People's Painters und zehn weiteren Arbeitern durchgeführt und dauerten etwa dreißig Tage.
Die Flagge der Airlangga-Universität ist gelb und blau. Gelb symbolisiert Majestät, Blau symbolisiert Ritterlichkeit und eine tiefe Seele. Die Farben wurden der Farbe des Schleiers entnommen, der die Statue von Vishnu bei der Gründungszeremonie der Airlangga-Universität durch den Ersten Präsidenten der Republik Indonesien am 10. November 1954 bedeckte.

## Standort
Die Airlangga University verfügt über 14 Fakultäten und 1 Graduiertenschule, die sich über drei über ganz Surabaya verteilte Campusgelände erstreckt, nämlich:
- Campus A an der Jalan Moestopo 47. Auf diesem Campus gibt es eine Fakultät für Medizin (FK) und eine Fakultät für Zahnmedizin (FKG).
- Campus B an der Jalan Airlangga 4–6. Auf diesem Campus befinden sich die Fakultät für Wirtschaftswissenschaften (FEB), die Fakultät für Rechtswissenschaften (FH), die Fakultät für Psychologie (FPsi), die Fakultät für Sozial- und Politikwissenschaften (FISIP), die Fakultät für Kulturwissenschaften (FIB) und die Fakultät für Berufsbildung Studium (FV) und Aufbaustudiengänge (PPs)
- Campus C in Mulyorejo, Ost-Surabaya. Auf diesem Campus befinden sich die Fakultät für Naturwissenschaften und Technik (FST), die Fakultät für öffentliche Gesundheit (FKM), die Fakultät für Veterinärmedizin (FKH), die Fakultät für Krankenpflege (F.Kp), die Fakultät für Pharmazie (FF)., die Fakultät für Fischerei und maritime Angelegenheiten (FPK) und die Fakultät für fortgeschrittene und multidisziplinäre Technologie (FTMM)
- Banyuwangi Campus, Campus der Fakultät für Gesundheits- und Naturwissenschaften (FIKIA) der Airlangga University, der sich im Giri Campus Building Jalan Wijaya Kusuma Nr. befindet. 113 und Sobo Campus Jalan Ikan Wijinongko Nr. 18a. Bei SIKIA gibt es drei Studiengänge, nämlich Bachelor of Public Health, Bachelor of Veterinary Medicine und Bachelor of Aquaculture.[6]
- Der Jakarta-Campus befindet sich in Graha STR Kemang, Süd-Jakarta, und ist speziell für die Studiengänge Master of Law, Master of Notary und Legal Science and Development geöffnet.

## Schulleiter
| Nr. | Name                             | Amtsantritt   | Ende          |
| --- | -------------------------------- | ------------- | ------------- |
| 1   | Abdoel Gaffar Pringgodigdo       | 1954          | 1961          |
| 2   | Mohammad Toha Ronodipuro         | 1961          | 1965          |
| 3   | CKH. Chasan Durjat               | 1965          | 1966          |
| 4   | Eri Sudewo                       | 1966          | 1974          |
| 5   | Kwari Setjadibrata Sp.A          | 1974          | 1975          |
| 6   | Abdul Gani SH, MS                | 1976          | 1980          |
| 7   | Marsetio Donosepoetro            | 1980          | 1984          |
| 8   | Soedarso Djojonegoro             | 1984          | 1993          |
| 9   | Bambang Rahino                   | 1993          | 1997          |
| 10  | Soedarto DTM&H, Ph.D             | 1997          | 2001          |
| 11  | Puruhito Sp.B                    | 2001          | 2006          |
| 12  | Fasichul Lisan Apt               | 8. Juni 2006  | 10. Juni 2010 |
| 12  | Fasichul Lisan Apt               | 10. Juni 2010 | 10. Juni 2015 |
| 13  | Mohammad Nasih SE., MT, Ak., CMA | 10. Juni 2015 | Amtsinhaber   |

## Fakultäten und Studiengänge
- Medizinische Fakultät (FK)
  - Bachelor für Medizin
  - Bachelor-Abschluss in Hebammenwesen
  - Master in reproduktiven Gesundheitswissenschaften
  - Master in Sportgesundheitswissenschaften
  - Master in medizinischen Grundlagenwissenschaften
  - Master in Tropenmedizin
  - Master in klinischer Medizin
  - Doktortitel in medizinischen Wissenschaften
  - Medizinische Berufsausbildung
  - Berufsausbildung als Hebamme
  - Fachprogramme
- Fakultät für Zahnmedizin (FKG)
  - S-1-Zahnarztausbildung
  - Master in Zahngesundheitswissenschaften
  - S-3 Zahngesundheitswissenschaften
  - Berufsausbildung zum Zahnarzt
  - Fachprogramme
- Juristische Fakultät (FH)
  - Bachelor of Laws
  - Master in Rechtswissenschaften
  - Master der Notarwissenschaften
  - Doktortitel in Rechtswissenschaften
- Wirtschaftswissenschaftliche Fakultät (FEB)
  - Bachelor-Abschluss in Management
  - S-1 Buchhaltung
  - Bachelor of Economics
  - Bachelor of Islamic Economics
  - Master in Wirtschaftswissenschaften
  - Master in Management
  - Master in Managementwissenschaften
  - Master in Buchhaltung
  - Master in islamischer Ökonomie
  - Doktortitel in Managementwissenschaften
  - S-3 Buchhaltungswissenschaft
  - Doktortitel in Wirtschaftswissenschaften
  - Doktortitel in islamischer Ökonomie
  - Berufsausbildung im Rechnungswesen
- Fakultät für Pharmazie (FF)
  - S-1-Apotheke
  - Master in klinischer Pharmazie
  - Master in Pharmazeutischen Wissenschaften
  - Doktortitel in Pharmazeutischen Wissenschaften
  - Berufsausbildung zum Apotheker
- Fakultät für Veterinärmedizin (FKH)
  - Bachelor of Veterinärmedizin
  - S-2 Vakzinologie und Immuntherapie
  - Master in Reproduktionsbiologie
  - Master in Veterinärmedizin und öffentlicher Gesundheit
  - Master in Veterinär-Agrarwirtschaft
  - S-3 Gesunder Tierarzt
  - Veterinärmedizinische Berufsausbildung
- Fakultät für Sozial- und Politikwissenschaften (FISIP)
  - Bachelor of Science in Internationalen Beziehungen
  - Bachelor of Communication Sciences
  - Bachelor of Public Administration Science
  - Bachelor of Information & Library Science
  - Bachelor of Political Science
  - S-1 Anthropologie
  - Bachelor der Soziologie
  - Master in Internationalen Beziehungen
  - Master in Soziologie
  - Master in Politikwissenschaft
  - Master of Public Policy
  - Master in Medien und Kommunikation
  - Doktortitel in Sozialwissenschaften
- Fakultät für Naturwissenschaften und Technik (FST)
  - S-1-Statistiken
  - S-1 Physik
  - Bachelor-Abschluss in Biomedizintechnik
  - S-1 Umwelttechnik
  - Bachelor of Biology
  - Bachelor der Mathematik
  - S-1-Chemie
  - Bachelor of Information Systems
  - Master in Biologie
  - Master in Chemie
  - Master in Biomedizintechnik
  - S-3 Mathematik und Naturwissenschaften
- Fakultät für Public Health (FKM)
  - Bachelor of Public Health
  - Bachelor of Science in Ernährung
  - Master in Umweltgesundheit
  - Master in Gesundheitsverwaltung und -politik
  - Master in Epidemiologie
  - Master in Umweltgesundheit
  - Master-Abschluss in Arbeitssicherheit und Gesundheitsschutz
  - Doktortitel in Gesundheitswissenschaften
- Fakultät für Psychologie (FPsi)
  - Bachelor of Psychology
  - Master in Psychologie
  - Master of Applied Psychology
  - Master in Berufspsychologie
  - Doktor der Psychologie
- Fakultät für Kulturwissenschaften (FIB)
  - Bachelor of Japan Studies
  - Bachelor of Science in Geschichte
  - Bachelor der indonesischen Sprache und Literatur
  - Bachelor der englischen Sprache und Literatur
  - Master in Linguistik
  - Master in Literatur- und Kulturwissenschaften
- Fakultät für Krankenpflege (FKP)
  - Bachelor-Abschluss in Krankenpflege
  - Master-Abschluss in Krankenpflege
  - Doktortitel in Krankenpflege
  - Berufsausbildung zum Krankenpfleger
- Fakultät für Fischerei und Maritime Angelegenheiten (FPK)
  - S-1 Aquakultur
  - Bachelor-Abschluss in Fischereiprodukttechnologie
  - Master in Fischerei und Meeresbiotechnologie
  - Master in Fischereiwissenschaften
- Berufsbezogene Fakultät
  - D-3 Krankenpflege
  - D-3 Physiotherapie
  - D-3 Zahngesundheitstechnik
  - D-3 Gesundheit und Arbeitssicherheit
  - D-3 Rettungssanitäter Tierarzt
  - D-3 Traditionelle Medizin
  - D-3 Informationssysteme
  - D-3 Automatisierung von Instrumentierungssystemen
  - D-3 Bibliothekstechniken
  - D-3 Besteuerung
  - D-3 Buchhaltung
  - D-3 Medizinische Labortechnik
  - D-3 Englisch
  - D-3 Marketingmanagement
  - D-4 Digitales Büromanagement
  - D-4 Hotelmanagement
  - D-4 Bank- und Finanzwesen
  - D-4 Tourismusziele
  - D-4 Physiotherapie
  - D-4 Radiologische Bildgebungstechnologie
  - D-4 Traditionelle Medizin
- Fakultät für fortgeschrittene und multidisziplinäre Technologie (FTMM)
  - S-1 Data Science-Technologie
  - Bachelor-Abschluss in Robotik und künstlicher Intelligenz
  - S-1-Technologieindustrie
  - S-1 Elektrotechniker
  - Bachelor of Science in Nanotechnologie-Ingenieurwesen
- Postgraduiertenprogramme
  - Master in Forensik
  - Master in Polizeiwissenschaften
  - S-2-Studie zu Rechten des geistigen Eigentums (HAKI)
  - Master in Personalentwicklung
  - S-2 Rechtswissenschaft und Entwicklung (MSHP)
  - Master in Immunologie
  - Master in Katastrophenmanagement
  - Doktortitel in Personalentwicklung

- Fakultät für Gesundheits- und Naturwissenschaften (SIKIA)
  - Bachelor of Public Health
  - Bachelor of Veterinärmedizin
  - S-1 Aquakultur

## Ressource
Die Humanressourcen der Airlangga University bestehen aus akademischem Personal und Bildungspersonal. Das akademische Personal besteht aus 1522 festangestellten akademischen Mitarbeitern, wobei 1472 Personen den Status eines Beamten (PNS) und 49 Personen den Status eines Nicht-PNS-Angestellten haben. Es gibt 223 auswärtige wissenschaftliche Mitarbeiter mit außerordentlichem Dozentenstatus und 113 Dozenten mit Ehrendozentenstatus.
Die Zusammenfassung der Zahl des ständigen akademischen Personals basierend auf der Ausbildung lautet wie folgt:
- Es gibt 156 akademische Mitarbeiter mit Bachelor-Abschluss (S-1).
- Das akademische Personal mit den Ausbildungsstufen Master (S-2) und Specialist 1 (Sp-1) beträgt 885 Personen
- Es gibt 481 akademische Mitarbeiter mit einer Ausbildung auf Doktorgrad (S-3).

Die Zahl der pädagogischen Mitarbeiter besteht im Jahr 2002 aus 1129 Personen mit Beamtenstatus, 7 Personen mit unbefristetem Beamtenstatus und 866 Personen mit Ehrenstatus.
Die Zusammenfassung der Zahl des pädagogischen Personals nach Bildung ergibt sich wie folgt:
- Es gibt 43 pädagogische Mitarbeiter mit Master-Abschluss (S-2).
- Es gibt 591 Lehrkräfte mit Grundabschluss (S-1).
- Es gibt 32 pädagogische Mitarbeiter mit einer Grundausbildung (S-1).
- Es gibt 326 akademische Mitarbeiter mit Diplomabschluss
- Es gibt 825 akademische Mitarbeiter mit einem Abschluss an der Senior High School (SMA).
- Es gibt 181 akademische Mitarbeiter mit einem Bildungsniveau unterhalb des High-School-Niveaus (SMP und SD).

## Verwaltungstätigkeiten
Die Verwaltungsaktivitäten der Airlangga University (Unair) konzentrieren sich auf das Airlangga University Management Office, das sich auf dem Campus C Mulyorejo in Surabaya befindet.

## Einrichtung
- Ulul-Azmi-Moschee (Campus C)
- Nuruzzaman-Moschee (Campus B)
- Studentenwohnheim für Jungen und Mädchen
- Campusbibliothek
- Airlangga Convention Center (ACC)
- Turm des Airlangga Syariah and Entrepreneurship Education Center (ASEEC).
- Unair Flash Bus
- Geldautomatenanlage
- Studentenzentrum
- Studentengenossenschaft (Kopma)
- Poliklinik
- Airlangga Love Lake
- Universitätskrankenhaus Airlangga
- Unair Teaching Veterinary Hospital
- Unair Dental and Oral Hospital
- Airlangga-Universitätskrankenhaus für tropische Infektionskrankheiten
- Park & Food Center
- 24-Stunden-WLAN auf dem Unair-Campus
- Unair Language Center (im ASEEC-Gebäude)
- Amphitheater (Campus B)
- Airlangga Gästehaus
- Basketball Platz, Futsal-Feld, Tennisplatz

## Organisation
Unair wird von einem Rektorat geleitet, dem neben dem Rektor vier Vizerektoren angehören.
Es gibt elf Fakultäten, die sich auf drei Campusbereiche verteilen.
- Medizin
- Zahnmedizin
- Rechtswissenschaft
- Wirtschaftswissenschaft
- Pharmazie
- Veterinärmedizin
- Sozial- und Politikwissenschaften
- Mathematik und Naturwissenschaft
- Gesundheitswesen
- Psychologie
- Sprache

## Absolventen
- Sebastião Dias Ximenes, osttimoresischer Menschenrechtler
- Domingos Maria das Dores Soares, indonesischer Bupati von Dili